# Nom de temple
Les noms de temple sont souvent utilisés pour nommer les monarques chinois, coréens (périodes Goryeo et Joseon), et vietnamiens (dynasties Trần, Lý et Lê). Comme le nom posthume, le nom de temple est donné après la mort d'un souverain. Le terme temple dans nom de temple fait référence au « temple grandiose » (太廟), également appelé « grand temple » (大廟) ou « temple des ancêtres » (祖廟), où les princes héritiers et autres membres de la famille royale se réunissent pour prier les ancêtres. Les tablettes des ancêtres dans le temple grandiose enregistrent les noms de temple des dirigeants.
En Chine, le nom de temple est communément utilisé pour désigner les empereurs à partir de la dynastie Tang et jusqu'à la dynastie Ming exclue. Au cours des dynasties Ming et Qing, les noms d'ères sont préférés. Avant les Tang, le nom posthume est plus souvent utilisé pour désigner les empereurs. Le nom posthume s'est allongé à partir des Tang, mais le nom de temple se compose toujours de deux caractères :
1. un adjectif : choisi pour refléter les circonstances du règne de l'empereur (comme « Martial » ou « Lamentable »). Le lexique se superpose à celui des adjectifs du nom posthume, mais pour un empereur, le caractère qualificatif du nom de temple n'est généralement pas répété puisqu'il fait partie d'un des nombreux caractères du nom posthume. Une exception est habituellement faite pour « Filial ». Les fondateurs sont presque toujours nommés « Haut » (高) ou « Grandiose » (太).
2. le caractère zǔ (祖) ou zōng (宗) :
  - Zu (« Patriarche ») implique un père, soit un fondateur de dynastie ou une nouvelle lignée dans une dynastie existante. L'équivalent coréen est jo (조) et tổ en vietnamien
  - Zong (« Ancêtre ») est utilisé pour tous les autres dirigeants. Il s'agit de jong (종) en coréen et tông en vietnamien.

Les noms de temple sont assignés sporadiquement à partir de la dynastie Han et plus régulièrement à partir de la dynastie Tang. Les noms de temple de certains empereurs Tang ont été définitivement supprimés par leurs descendants en 190.
En Corée, les noms de temple sont utilisés pour désigner les rois de Goryeo (jusqu'en 1274), et les rois et empereurs de la dynastie Joseon. Sous l'Empire coréen (1897–1910), les noms de périodes sont préférés, même si les noms de temple sont souvent utilisés.
Au Vietnam, la plupart des dirigeants sont connus par leur nom de temple, à l'exception des dirigeants des dynasties Nguyễn et Tây Sơn, qui sont désignés par leurs noms de périodes.